# Anopheles nero
Anopheles nero este o specie de țânțari din genul Anopheles, descrisă de Carl Ludwig Doleschall în anul 1857. Conform Catalogue of Life specia Anopheles nero nu are subspecii cunoscute.